# فرست اینترنشنال بانک اسرائیل

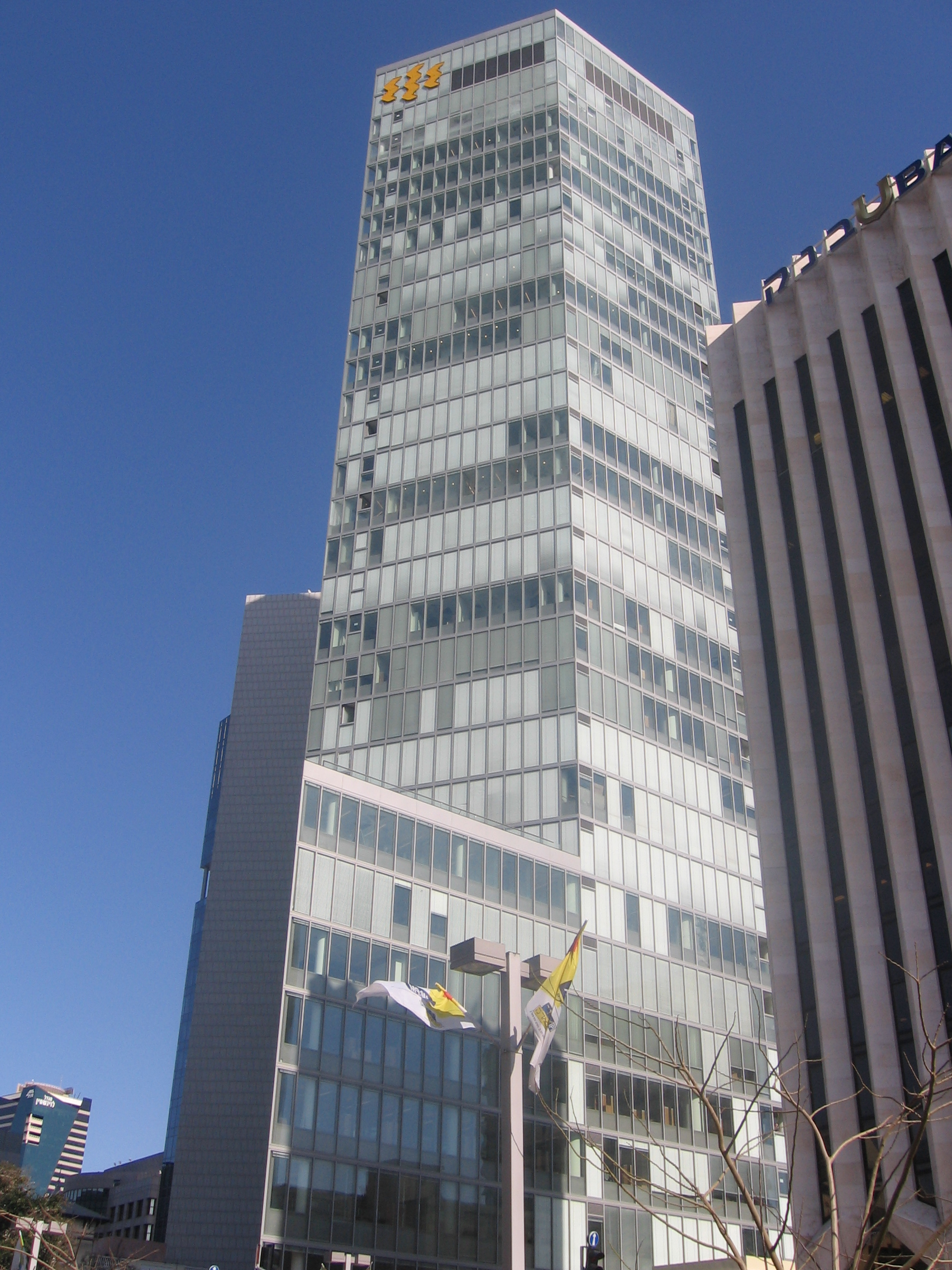
برج فرست اینترنشنال بانک اسرائیل، در شهر تل‌آویو

فرست اینترنشنال بانک اسرائیل (به انگلیسی: First International Bank of Israel) که به اختصار فی‌بی بانک نیز خوانده می‌شود، شرکت خدمات مالی و بانکداری اسرائیلی است، که فعالیت‌های آن بر ارائه خدمات بانکداری شراکتی و بانکداری خصوصی، بانکداری سرمایه گذاری و مدیریت سرمایه متمرکز می‌باشد. 
فی‌بی بانک در سال ۱۹۷۲ با ادغام چندین بانک کوچک اسرائیلی تأسیس شد و در حال حاضر به‌عنوان پنجمین بانک بزرگ اسرائیل شناخته می‌شود.
شعبه مرکزی این بانک در شهر تل‌آویو، اسرائیل قرار دارد و شعب بین‌المللی آن نیز در شهرهای لندن و زوریخ مستقر می‌باشند. بخشی از سهام بانک فرست اینترنشنال در بازارهای بورس تل‌آویو و بورس لندن دادوستد می‌شود.